# Naftali Bennett
Naftali Bennett (hebrejsky נפתלי בנט‎, Naftali Benet; * 25. března 1972 Haifa) je izraelský politik, od 13. června 2021 do 30. června 2022 předseda vlády Izraele a od 1. července do 8. listopadu 2022 alternující předseda vlády.
Do politiky vstoupil v roce 2006 a do roku 2008 působil jako šéf štábu Benjamina Netanjahua. V letech 2010–2012 působil jako ředitel Rady Ješa'. V roce 2011 spolu s Ajelet Šakedovou založil mimoparlamentní hnutí Můj Izrael. V roce 2012 byl zvolen předsedou strany Židovský domov. V letech 2013-2015 působil ve vládě Benjamina Netanjahua jako ministr ekonomiky a náboženských služeb, v roce 2015 byl jmenován ministrem školství.

## Biografie
Narodil se v severoizraelské Haifě a sloužil v elitních jednotkách Sajeret Matkal a Maglan, kde se stal velitelem čety. Jako rezervista se nadále pravidelně účastní činnosti v armádě. Dosáhl hodnosti majora. Po službě v armádě vystudoval práva na Hebrejské univerzitě. V roce 1999 s přáteli založil softwarovou společnost Cyota, která zajišťovala bezpečnostní řešení pro tisíce finančních institucí. Společnost byla v roce 2005 zakoupena firmou RSA Security za 145 milionů dolarů.

### Vstup do politiky
Zúčastnil se druhé libanonské války a po jejím skončení se stal ředitelem týmu Benjamina Netanjahua, kde působil v letech 2006–08. Mimo jiné řídil tým, který připravil Netanjahuovu reformu školství. Vedl také Netanjahuovu kampaň na předsednictví Likudu v srpnu 2007. Koncem ledna 2010 se stal generálním ředitelem Rady židovských osad Judeje, Samaří a Gazy a vedl kampaň proti zmrazení osad v roce 2010. V lednu 2012 se své funkce vzdal.
V dubnu 2011 spoluzaložil think tank Můj Izrael, který se postupně rozrostl až na osmdesát tisíc členů. O rok později založil hnutí Izraelci, jehož náplní je především praktické provedení centristicky pravicového sionismu, dialog mezi náboženskými a nenáboženskými komunitami. Od listopadu 2012 je předsedou strany Židovský domov, kterou vedl do předčasných parlamentních voleb v roce 2013. Po těch se jeho strana stala součástí koaliční vlády, v níž Bennett získal tři ministerské posty, a to portfolia ministra průmyslu, obchodu a práce, ministra náboženských služeb a ministra pro záležitosti Jeruzaléma.
Mandát poslance obhájil rovněž ve volbách v roce 2015, ovšem jeho strana Židovský domov zaznamenala se ziskem osmi křesel pokles početního zastoupení v Knesetu. Od května 2015 zastává ve čtvrté Netanjahuově vládě post ministra školství a ministra pro záležitosti Jeruzaléma a diaspory.
V říjnu 2015 rezignoval na poslanecký mandát, aby se soustředil na výkon ministerské funkce. Do Knesetu místo něj nastoupila Šuli Mu'alem. Již 6. prosince 2015 se ale opět stal poslancem, nyní jako náhradník poté, co mandát složil Jinon Magal a první náhradník Avraham Varcman poslanecké křeslo nepřijal, kvůli svému profesnímu vytížení.
V prosinci 2018 opustil stranu Židovský domov a spolu s dalšími členy Knesetu založili stranu Nová pravice. Ve volbách v dubnu 2019 nicméně Nová pravice neuspěla a Bennett přišel i o místo ministra. Nastalo však období, ve kterém se ani Netanjahuovi, ani jeho hlavnímu opozičnímu rivalovi Bennymu Gantzovi nedařilo sestavit vládu s dlouhodobou důvěrou, po krátké době selhala i snaha o koalici obou rivalů. Opakovaně se tedy konaly předčasné volby, ve kterých již Bennett uspěl – i díky založení koaličního uskupení Jamina. V té době také působil jako ministr obrany v Netanjahuově vládě.
Ve čtvrtých parlamentních volbách během necelých dvou let, v březnu 2021 získala Bennettova Jamina 6,2 % hlasů a sedm křesel. Následně se Bennett stal spolu s Ja'irem Lapidem lídrem vznikající vládní koalice osmi subjektů. Součástí dohody byla rotace postu předsedy vlády. Bennett se stal premiérem, v roce 2022, ho v této funkci vystřídal Lapid. Vzniklá vláda ukončila po 12 letech Netanjahuovo premiérství.
Žije v Ra'ananě se svojí ženou a čtyřmi dětmi.